# О’Коннор, Джон Джозеф
Джон Джозеф О’Коннор (англ. John Joseph O'Connor; 15 января 1920, Филадельфия, США — 3 мая 2000, Нью-Йорк, США) — американский кардинал. Титулярный епископ Силы и вспомогательный епископ архиепархии вооружённых сил США с 24 апреля 1979 по 6 мая 1983. Епископ Скрантона 6 мая 1983 по 26 января 1984. Архиепископ Нью-Йорка с 26 января 1984 по 3 мая 2000. Кардинал-священник с титулом церкви Санти-Джованни-э-Паоло  с 25 мая 1985.

## Биография
Родился в Филадельфии, четвёртым из пятерых детей Томаса О’Коннора и Дороти Магдалены О’Коннор (урождённая Дебора Гампл, 1887—1971). Его мать происходила из еврейской семьи из Бриджпорта (штат Коннектикут) и приняла католичество в 1908 году, за год до замужества; бабушка и дедушка кардинала эмигрировали в США из Пруссии.
Во время посещения руин нацистского концентрационного лагеря в Дахау «почувствовал смешанный пепел еврея и христианина, раввина, священника и служителя» и, как записано, провозгласил: «Боже мой, как люди могут поступать так с другими людьми?». Несколько лет спустя он решил основать новую религиозную общину в Церкви, посвящённую пропаганде идей против абортов, в частности работая над прекращением абортов и эвтаназии. Он заявил о своих намерениях в статье под названием «Требуется помощь: сёстры жизни», написанной для газеты «Catholic New York», в которой он просил женщин с высшим образованием особенно рассмотреть возможность присоединиться к ним. На статью откликнулись многие женщины, и в День основания, 1 июня 1991 года, к ордену «Сёстры жизни» присоединились восемь женщин.